# ヌルヴィ
ヌルヴィ（イタリア語: Nulvi）は、イタリア共和国サルデーニャ自治州サッサリ県にある、人口約2,700人の基礎自治体（コムーネ）。

## 地理

### 位置・広がり

#### 隣接コムーネ
隣接するコムーネは以下の通り。
- キアラモンティ
- ラエッル
- マルティス
- オージロ
- プロアーゲ
- セーディニ
- テルグ